# Peter Skram
Peter Skram, danski admiral, * 1503, † 1581.